# 간디고등학교
간디고등학교(간디高等學校)는 대한민국 경상남도 산청군 신안면 외송리에 있는 사립 고등학교이다.

## 학교 연혁
- 1994년 12월 : 양희규 경남 산청군 신안면 외송리 122에 간디농장을 엶
- 1997년 3월 9일 : 27명의 학생과 교사 10명이 ‘간디청소년학교’를 엶, 설립자 양희규 초대 교장으로 취임
- 1997년 10월 : 고등학교 인가를 받기 위한 학교법인 녹색학원을 설립, 양영모 초대 이사장으로 취임
- 1997년 12월 30일 : <특성화 고등학교>로 간디학교 설립 인가를 받음
- 1998년 3월 8일 : 중학교 과정 신입생 19명 입학
- 1998년 3월 9일 : ‘간디학교’ 개교, 고등학교 과정 신입생 20명 입학
- 1998년 11월 25일 : 자율학교 시범운영학교로 지정 받음
- 2000년 8월 7일 : 도교육청이 학교에 대한 특별감사를 불시에 시행
- 2000년 8월 22일 : 특별감사 결과 후속조치로 11월말까지 중학교 해산을 명령
- 2001년 2월 24일 : 중학교 2회 졸업생 11명, 고등학교 1회 졸업생 16명 배출
- 2001년 6월 6일 : “간디학교를 살리기 위한 경남 모임”이 구성
- 2002년 8월 : 간디청소년학교(중학교) 충북 제천으로 캠퍼스를 옮김
- 2004년 3월 2일 : 학급증설로 고등학교 7기 신입생 40명 입학
- 2012년 3월 1일 : 간디학교에서 간디고등학교로 교명을 변경
- 2013년 3월 : 이내길 교장이 학교법인 녹색학원 제4대 이사장으로 취임
- 2019년 3월 1일 : 정미숙 제7대 교장으로 취임
- 2022년 12월 31일 : 제23회 졸업생 40명 배출(졸업생 누계 752명)
- 2023년 3월 1일 : 제26기 신입생 31명 입학

## 참고 자료
- 간디고등학교 - 한국교육학술정보원 학교알리미